# 용감한 사람들
"용감한 사람들"은 1990년에 개봉한 대한민국의 영화이다.

## 캐스팅
- 김청
- 안승훈
- 고설봉
- 이기영
- 한명환
- 박종설
- 나갑성
- 서평석
- 정석원
- 양일민